# Juffrouw Eugenia
Juffrouw Eugenia, in het Engels vaak Miss Quackfaster genoemd, is een personage uit het Duckstad-universum. Ze werkt als secretaresse in het geldpakhuis van Dagobert Duck. Ze was voor het eerst te zien in The Midas Touch, een stripverhaal van Carl Barks uit 1961.

## Stem
In de Nederlandse versie van de film DuckTales the Movie: Treasure of the Lost Lamp werd haar stem vertolkt door Trudy Libosan. Juffrouw Eugenia heet hier in het Engels Mrs. Featherby. 
De Amerikaanse stem van Juffrouw Eugenia werd ingesproken door Tress MacNeille in oudere tekenfilms, waarna Susan Blu haar opvolgde. Vervolgens sprak June Foray de stem in waarna als laatste Susanne Blakeslee de stem ging doen in de nieuwe DuckTales-reeks van 2017. De Nederlandse stem van Juffrouw Eugenia voor de DuckTales-reboot uit 2017 werd ingesproken door Hymke de Vries.

## Achtergrond
Juffrouw Eugenia staat altijd klaar voor Dagobert Duck en beschermt hem bij alle gevaren. Ze is van nature aardig en behulpzaam. Ze heeft vaak medelijden met Donald Duck, die door zijn oom wordt uitgebuit. Als ze weg moet of op reis gaat, wordt ze vaak vervangen door Katrien Duck.
Ze zou volgens Keno Don Rosa in 1909 als secretaresse voor Dagobert zijn begonnen te werken, nadat ze was ingehuurd door Dagoberts zussen Hortensia en Doortje.
Juffrouw Eugenia ziet er niet in alle verhalen hetzelfde uit. Dat komt doordat de tekenaars vaak steeds hun eigen versies van Dagoberts secretaresse tekenden, terwijl de Nederlandse vertaler deze allemaal over één kam schoor. Eugenia is een naam die pas in latere verhalen opduikt, eerder werden diverse andere namen gebruikt. Zo kwam de naam juffrouw Annie voor, naast andere namen als juffrouw Mirna en juffrouw Praatsma. In de Nederlandse vertaling van de serie Ducktales heeft ze weer een andere naam, juffrouw Veringa.
De naam juffrouw Eugenia is een verwijzing naar een medewerkster van de afdeling die in de jaren 80 de boeken en albums van Donald Duck maakte.